# Redwood, Texas
Redwood là một nơi ấn định cho điều tra dân số (CDP) thuộc quận Guadalupe, tiểu bang Texas, Hoa Kỳ. Năm 2010, dân số của nơi này là 4338 người.

## Dân số
- Dân số năm 2000: 3586 người.
- Dân số năm 2010: 4338 người.